# Банбери, Кайли
Ка́йли Ба́нбери (англ. Kylie Bunbury, род. 30 января 1989, Гамильтон, Онтарио, Канада) — канадо-американская актриса. Наиболее известна по роли Лейси Портер в телесериале «Социопат», Джинни Бейкер в телесериале «Подача» и Кэсси Дьюэлл в телесериале «Бескрайнее небо».

## Биография
Банбери родилась в Гамильтоне, провинция Онтарио, Канада. У её матери Кристи Новак польско-шведско-американские корни, а отец Алекс Банбери — канадец гайанского происхождения. Отец Кайли был профессиональным футболистом, который выступал за сборную Канады по футболу. Детство она провела в Европе (два года в Англии и семь лет на острове Мадейра, Португалия) до того, как осесть в Прайор-Лейк, штат Миннесота. Именно Прайор-Лейк Банбери считает своим домом. Она имеет двух младших братьев — Тила и Логана.
Банбери изначально работала моделью, но потом её агентство предложило ей попробовать себя на актёрском поприще. Свою первую роль начинающая актриса исполнила в одном из эпизодов мыльной оперы «Дни нашей жизни». Она также сыграла второстепенные роли в фильмах «Выпускной» и «Нянь». Также Банбери сыграла Еву Синклер в третьем сезоне фантастического телесериала «Под куполом» и Лейси Портер в «Социопате».
С 2020 года играет одну из главных ролей, Кэсси Дьюэлл, частного детектива, в американском драматическом криминальном сериале «Бескрайнее небо».
1 января 2020 года Банбери вышла замуж за Джона-Райана Алана Риггинса. 6 декабря 2021 года у супругов родился сын Руми Уокер Риггинс.

## Фильмография
| Год       |     | Русское название                    | Оригинальное название             | Роль                   |
| --------- | --- | ----------------------------------- | --------------------------------- | ---------------------- |
| 2010      | с   | Дни нашей жизни                     | Days of Our Lives                 | Кейтлин                |
| 2011      | ф   | Выпускной                           | Prom                              | Джордан Ландли         |
| 2011      | ф   | Нянь                                | Sitter                            | Роксанна               |
| 2013—2014 | с   | Социопат                            | Twisted                           | Лейси Портер           |
| 2014      | кор |                                     | No Kid-ing!                       | Лорен                  |
| 2015      | с   | Под куполом                         | Under the Dome                    | Ева Синклер            |
| 2015      | с   | Тут                                 | Tut                               | Сухад                  |
| 2016—2017 | с   | Подача                              | Pitch                             | Джинни Бейкер          |
| 2017      | с   | Закон и порядок: Специальный корпус | Law & Order: Special Victims Unit | Детектив Девин Холидей |
| 2018      | ф   | Ночные игры                         | Game Night                        | Мишель Стерлинг        |
| 2019      | с   | Когда они нас увидят                | When They See Us                  | Энджи Ричардсон        |
| 2020      | ф   | Подруга из Голливуда                | Eat Wheaties!                     | Эллисон                |
| 2020      | с   | Сумеречная зона                     | The Twilight Zone                 | Клаудия                |
| 2020      | с   | Дивный новый мир                    | Brave New World                   | Фрэнни                 |
| 2020—2023 | с   | Бескрайнее небо                     | Big Sky                           | Кэсси Дьюэлл           |
| 2021      | ф   | Предупреждение                      | Warning                           | Анна                   |